# Rafi Amit
Rafi Amit (hebräisch רפי אמית; * 1980) ist ein professioneller israelischer Pokerspieler. Er ist zweifacher Braceletgewinner der World Series of Poker.

## Pokerkarriere

### Werdegang
Amit verdiente sein Geld vor allem mit dem Spielen von Cash Games. Dafür nutzte er online die Nicknames refaelamit (PokerStars) sowie rafiboy und howisitfeellike (Full Tilt Poker). Auf letzterer Plattform erspielte er sich bis Anfang des Jahres 2013 einen Profit von mehr als 2 Millionen US-Dollar.
Seine erste Geldplatzierung bei einem Live-Pokerturnier erzielte Amit Anfang Juli 2005 bei der World Series of Poker (WSOP) im Rio All-Suite Hotel and Casino in Paradise am Las Vegas Strip. Dort gelangte er bei einem Turnier der Variante Pot Limit Omaha, das mit seinem Buy-in von 10.000 US-Dollar das teuerste Event auf dem Turnierplan war, ins entscheidende Heads-Up gegen Vinny Vinh. Der Israeli erhielt aufgrund von Fluchens eine 10-minütige Strafe und verlor in dieser Zeit einige Chips, setzte sich aber letztlich durch und wurde mit einem Bracelet sowie dem Hauptpreis von mehr als 510.000 US-Dollar prämiert. Bei der WSOP 2006 erzielte der Israeli fünf Geldplatzierungen, wobei er erneut beim teuersten Omaha-Event am Finaltisch saß und dort den mit knapp 150.000 US-Dollar dotierten vierten Platz belegte. Bei der WSOP 2007 entschied er ein Turnier in Limit Deuce to Seven Triple Draw für sich und erhielt rund 210.000 US-Dollar sowie sein zweites Bracelet. Weitere Geldplatzierungen erzielte Amit seitdem nur noch je einmal bei der World Series of Poker Europe im September 2007 in London sowie Ende Januar 2010 bei der Aussie Millions Poker Championship in Melbourne.
Insgesamt hat sich Amit mit Poker bei Live-Turnieren knapp eine Million US-Dollar erspielt.

### Braceletübersicht
Amit kam bei der WSOP achtmal ins Geld und gewann zwei Bracelets:
| Jahr | Buy-in (in $) | Turnier                         | Teilnehmer | Preisgeld (in $) |
| ---- | ------------- | ------------------------------- | ---------- | ---------------- |
| 2005 | 10.000        | Pot-Limit Omaha                 | 165        | 511.835          |
| 2007 | 01.000        | 2-7 Triple Draw Lowball (Rebuy) | 209        | 227.005          |